# 美北浸礼会
美北浸礼会（American Baptist Churches USA，ABCUSA）是美国一个浸礼宗教会团体，总部设于宾夕法尼亚州的佛吉谷。其与保守派的美南浸信会（Southern Baptist Convention）不同，通常被认为是属于主流新教教派，接受同性婚姻，不过也存在不同神学流派，强调传教和傳福音。

## 創會历史
美北浸礼会起源于1814年成立的松散的海外传教机构三年大会。1845年，南方的浸礼会主要由于奴隶制的问题放弃对三年大会的支持，另外组成美南浸信会（SBC）。美南浸信会采取较为集中的机构来派遣传教士以及组织慈善事业，而大部分北方教会继续采取松散联盟的方式，直到1907年才形成统一的组织。
美北浸礼会的发展不及美南浸信会，可能是由于所在地区人口在下降，以及对于共同利益超过教派认同。直到1970年代初，一些美北浸礼会神学院才如同美南浸信会讲授前述知识。
1907年5月17日，美北浸礼会（Northern Baptist Convention）在华盛顿成立。1950年更名为“American Baptist Convention”，1972年再度更名为“American Baptist Churches, USA”。
美北浸礼会是全国基督教协进会（National Council of Churches）、世界浸礼宗联盟（Baptist World Alliance）和普世教会协会的成员。2006年，美北浸礼会有140万信徒，5,780处教会。 

## 赴華宣教歷史
1836年9月17日，北美浸禮會（又稱：浸信會／浸理會）的叔未士（叔明斯）牧師及叔何顯理女士夫婦(Rev. & Mrs. John Lewis Shuck)，一對只有23歲和18歲的新婚夫婦從美國抵達澳門，成為來華的第一位浸信會宣教士。其開設了澳門浸信會教會，教會於二十世紀期間多次嘗試辦學但卻經歷多次障礙而被迫停辦教會學校。直至二十世紀中葉成功創立至今財政已從教會獨立的澳門浸信中學。其目前已發展成一間設有幼稚園、小學、初中和高中並附有音樂職業技術班的一條龍式基督教浸信會辦學機構。

## 神学院
美北浸礼会开设了10所神学院：
- 美北浸礼会西部神学院（American Baptist Seminary of the West），加州伯克莱
- Andover 牛顿神学院（Andover Newton Theological School），马萨诸塞州牛顿
- 中央浸礼会神学院（Central Baptist Theological Seminary），堪萨斯州Shawnee  （页面存档备份，存于）
- Colgate Rochester Crozer 神学院(Colgate Rochester Crozer Divinity School)，纽约州罗彻斯特  （页面存档备份，存于）
- 波多黎各福音神学院（Evangelical Seminary of Puerto Rico），波多黎各圣胡安
- 亚特兰大大学Morehouse宗教学院（Morehouse School of Religion），乔治亚州亚特兰大  （页面存档备份，存于）
- 北方浸礼会神学院（Northern Baptist Theological Seminary），伊利诺伊州倫巴第 （Lombard）  （页面存档备份，存于）
- 朝圣者神学院（Palmer Theological Seminary），宾夕法尼亚州Wynnewood  （页面存档备份，存于）
- 萧尔大学神学院（Shaw University Divinity School）北卡罗来纳州罗利  （页面存档备份，存于）
- 弗吉尼亚联合大学神学院（The Samuel DeWitt Proctor School of Theology, Virginia Union University），弗吉尼亚州里士满

## 著名領袖/神學家
- 民权运动领袖马丁·路德·金
- 倫理學家史丹利·葛倫斯